# Evert Horn (1640-1687)
Evert Horn (friherre Horn af Marienborg), född 1640, död 1687, var en svensk överste.

## Biografi
Evert Horn föddes 1640 i Stettin men växte sannolikt upp på Kankas i Masku där modern avled år 1643.  Vid elva års ålder blev han student i Åbo och sex år senare vid Uppsala universitet.  År 1661 besökte Horn Oxfords universitet med sin kusin Axel Lillie. Senast därefter inledde han sin militära karriär vid ett värvat regemente där han år 1666 var kapten.  Sommaren 1668 övergick han till Västmanlands regemente som överstelöjtnant. Han gifte sig 1669 med Märta Oxenstierna (1646–1677). Sommaren 1670, då hans äldste son hade fötts, beviljades han permission för att sköta sina egna angelägenheter i Finland.
Ett svenskt förbund med Frankrike ledde till att Frankrike krävde en svensk insats i det Fransk-nederländska kriget. Efter att Sverige år 1674 hade fått franska subsidier överfördes på sommaren svenska trupper till Pommern, bland dem Västmanlands regemente. Från augusti till oktober hade Evert Horn befälet över styrkorna i Demmin och Tribsees. I december 1674 samlades de svenska trupperna i Stettin och ryckte in i Brandenburg med högkvarter i Stargard.  I maj 1675 fördes den svenska armén mot Elbe men fick besegrad dra sig tillbaka till Demmin. Kejserliga och danska trupper angrep Pommern i slutet av september 1675 och svenskarna drog sig tillbaka till Pommerns inre fästningszon. Västmanlands regemente torde då ha förlagts till Stralsund och deltog senare på hösten i en misslyckad räddningsoperation till Wismar som belägrades av danska trupper.
På våren 1676 var Evert Horn en av dem som undertecknade brevet till krigsledningen om att staden Demmin inte kunde hållas vilket följdes av att svenskarna där kapitulerade. I juni utsågs Horn till överste vid Västerbottens regemente. I december sägs han ha deltagit i slaget vid Lund men inte med sitt nya regemente. I september 1677 utsågs han till kommendant i Halmstad men skötte uppgiften endast under en dryg månad. Där blev han inblandad i en slitsam konflikt mellan en regementschef och hans officerare som var förlagda till staden.   I början av år 1678 vistades Evert Horn i Västerbotten för att rekrytera manskap till sitt nya regemente, som hade blivit starkt decimerat på sensommaren 1677 i slagen vid Landskrona och Kristianstad. Från mitten av april till juni 1678 befann sig Evert Horn i Stockholm men i juli var han med Västerbottens regemente i Halmstad för att undsätta Bohus fästning.  Under 1679 fanns hela regementet med huvudhären i Skåne och deltog i  belägringen av Helsingborg.
I augusti 1683 utsågs Evert Horn till regementschef för Södermanlands regemente. Han innehade posten till sin död i december 1687. Som regementschef fick han i november 1683 motta besluten om indelningsverket. Regementets översteboställe blev Dagöholm i Lerbo socken. Efter att ha förlorat en stor mängd gods i reduktionen blev hans egen sätesgård Nordvik (Noor) i Bro. År 1684 beviljades Evert Horn 400 daler silvermynts ränta som barnen år 1688 fick behålla under fyra år för sin uppfostran. Under sin tjänstetid vid regementet hade han blivit skyldig regementet drygt 2 tusen daler, som kungen lät avskriva är 1689. Evert Horn vilar med sin hustru i Kankaskoret i Åbo domkyrka.

## Familj
Evert Horn var son till fältmarskalken och generalguvernören, friherren Gustaf Evertsson Horn Horn af Marienborg och hans första hustru Maria Mörner.
Evert Horn gifte sig 1669 med Märta Oxenstierna (1646–1677), dotter till hovrättspresidenten i Dorpat, greve Gabriel Oxenstierna af Croneborg och friherrinnan Brita Kurck.

### Egendomar
Evert Horn ärvde en stor mängd gods efter sin far av vilka Kankas i Masku var det främsta. Hans hustru Märta medförde i boet en rad gods och av dem skulle Nordvik (Noor) i Bro stanna i släkten. Horn innehade en lång rad av förläningar i Finland och friherrskapet Marienborg i Livland. Det mesta förlorade han genom Karl XI:s reduktioner. Kankas utarrenderades och stadsgården i Åbo såldes till kronan som hovrättshus. Hans sätesgård var därefter Noor.